# Testy obrotowe
Testy obrotowe (próby obrotowe) (ang. Rotation tests) – zestaw testów służących do oceny czynności błędnika ze szczególnym uwzględnieniem kanałów półkolistych, służących diagnostyce łagodnych napadowych zawrotów głowy spowodowanych zaburzeniami otolitowymi w kanałach półkolistych.
W celu diagnozy dokładnego umiejscowienia otolitów stosuje się następujące testy:
- test Dix Hallpike'a (lub test Nylen-Barany) – manewr diagnostyczny na tylny kanał półkolisty
- test Sidelying – manewr diagnostyczny na tylny kanał półkolisty[4]
- test Pagnini-McClure (supine roll test) – manewr diagnostyczny na poziomy/boczny kanał półkolisty[5]
- test głębokiego odchylenia głowy – manewr dla kanału przedniego[6]
- test Barany'ego[7]